# Ligue française de League of Legends
La Ligue Française de League of Legends (LFL) est la principale ligue professionnelle de League of Legends en France produite par Webedia, en partenariat avec One Trick Production (OTP) et Riot Games France, dans laquelle s'affrontent les dix meilleures équipes françaises.
La majorité des matchs de LFL est jouée en ligne et commentée depuis les bureaux de OTP, le diffuseur de la ligue. Cependant, les finales de playoffs ainsi que certaines journées de la saison régulière sont organisées dans des salles en France avec des matchs en LAN et les joueurs présents sur place.
La ligue possède de nombreux partenaires, notamment deux partenaires majeurs : le CIC et Kit Kat, en plus de Orange, Doritos, OMEN by HP et HyperX.

## Histoire
La LFL a été lancée 21 janvier 2019 dans la continuité du développement de la scène française sur League of Legends. Elle succède à l'Open Tour France qui avait pour objectif d’aider à structurer et stabiliser la scène française. Sur décision de Riot Games France, le format a évolué pour pallier les problèmes des LANs françaises et s'adapter au développement de la scène européenne avec les ligues nationales, notamment en Espagne.
En novembre 2018, Riot Games France annonce la création de la LFL, une ligue professionnelle en coproduction avec Webedia doté d'un calendrier régulier et des salaires garantis pour les joueurs. Pour la première saison, huit équipes ont été sélectionnées sur dossier : Team LDLC, Vitality.Bee (l’équipe académique de Team Vitality), Misfits Premier (l’équipe académique de Misfits Gaming), GamersOrigin, against All authority, Team MCES, ROG Esport et Solary. Il était prévu d'accueillir deux nouvelles équipes à l'issue de la première saison afin d'avoir dix équipes dès la seconde saison et instaurer un système de promotion et relégation avec la Division 2. LDLC domine la compétition, remportant les deux splits de la saison 2019, puis la finale pour le titre de champion de France,,. 
Début 2020, GameWard et Izi Dream rejoignent la ligue, toujours sur dossier. Cependant, against All authority et ROG Esport se retirent de la LFL à la suite de l’inflation des salaires des joueurs. Le passage à 10 équipes et le système de promotion et relégation a donc été repoussé à 2021. Les deux premiers de la nouvelle Division 2 complèteront la LFL à partir de la saison 2021.
Le 26 juillet 2020, la Team BDS et la Team Oplon se qualifient en LFL pour la saison 2021 en finissant respectivement premier et deuxième de la Division 2. Leur montée reste cependant conditionnée à la validation de leur dossier. Le 16 novembre 2020, la Team BDS annonce officiellement sa montée en LFL, tandis que la Team Oplon a finalement choisi de céder sa place à la Karmine Corp, troisième de la Division 2, pour mieux préparer son dossier pour l'année suivante. 
Le 24 octobre 2021, la Team Oplon et Elyandra Esport se qualifient en LFL grâce à leur victoire au tournoi de promotion, organisé entre les 2 derniers de la LFL et les 2 premiers de la Division 2. Les perdants du tournoi de promotion, Izi Dream et Team MCES, font le chemin inverse et sont relégués. Team Oplon monte bel et bien en LFL après validation de leur dossier, tandis que Elyandra Esport s'associe avec l'équipe québécoise de Mirage Sport Électronique pour l'accompagner dans son aventure en LFL en 2022. Gamers Origin se renommera également Team GO.
Malgré leur victoire durant les Up&Down, Team Oplon et Mirage Elyandra cèdent leurs places à Izi Dream et BK ROG Esports pour la saison 2023 de la LFL. Misifts Premier quitte aussi la ligue, et laisse sa place à Aegis.
Lors du Up&Down à la fin de la saison 2023, GameWard et Izi Dream ont mis leur place en jeu. Alors que GameWard parvient à conserver sa place, Izi Dream la cèdera à la Team du Sud. Une des équipes présente depuis la création de la ligue, LDLC OL, quitte la LFL et est remplacée par Gentle Mates.
Pour 2025, deux nouvelles équipes arrivent en LFL. Tout d'abord, Ici Japon Corp. qui remporte le Up&Down de 2024 face à Aegis. Puis Joblife, qui récupère la place de la Team du Sud dans la ligue. Team GO subira aussi un changement majeur, puisqu'ils deviennent Galions.

## Format
Depuis 2025, le format de la LFL a évolué. Précédemment, deux splits étaient joués ; celui du printemps et celui de l'été. Maintenant, une saison est composée de trois splits : le segment de présaison nommé Flash In, ainsi que les segments de printemps et d'été.
Le Flash In est un segment court et étant sous le format Fearless. La première phase est une phase de groupe. Deux groupes seront composés de cinq équipes tirées au sort, qui joueront quatre matchs en Best-of one (BO1). À l'issue de cette phase de groupe, deux équipes seront éliminées. S'ensuit la phase de système suisse, où les équipes s'affronteront en BO3 en hard Fearless. Les premiers matchs sont décidés selon le positionnement des équipes lors de la phase précédente, puis les rencontres seront tirées au sort jusqu'à la fin de la phase. Quatre équipes passeront à la phase de playoffs à l'issue du Swiss Stage, tandis que les quatre autres équipes seront éliminées. La phase de playoffs est en BO5 sous le format soft Fearless. Les deux meilleures équipes seront qualifiées aux EMEA Masters.
Pour les segments de printemps et d'été, elles comportent toujours une saison régulière et une phase de playoffs. Chaque équipe joue dix-huit matchs aller-retour en BO1 pour obtenir le meilleur classement pendant la saison régulière. Les six meilleures équipes se qualifient ensuite pour les playoffs qui se jouent en BO5. Les deux premières équipes de saison régulière sont qualifiées directement en demi-finales, tandis que les quatre autres s'affrontent entre elles pour les rejoindre. Après les demi-finales et la finale, le vainqueur de celle-ci remporte le segment en cours. Trois équipes seront qualifiées pour les EMEA Masters après le segment de printemps.
À la fin de la saison se tient le Up&Down, où une place en LFL sera jouée entre l'équipe ayant finit dixième durant la saison régulière de l'été et les deux meilleurs équipes de la LFL Division 2.

## Couverture médiatique
Jusqu'en 2021, la LFL était diffusée sur la chaîne Twitch de O’Gaming, de Solary, ainsi qu’en rediffusion sur leur chaîne YouTube et à la télévision sur la chaîne esport ES1. 
Depuis 2021, le diffuseur principal de Ligue Française de League of Legends est devenu OTP LoL. La LFL est aussi diffusée via des co-streams, sur les chaînes de Kameto pour la Karmine Corp Blue, de Solary, de Skyyart pour Gentle Mates, ainsi que sur celles de Aloonea et de Zaboutine.

## Équipes en lice
| Équipe                   | Joueurs                                | Joueurs                                | Joueurs                                | Joueurs                                | Joueurs                                | Entraîneur(s)                          |
| Équipe                   | Toplaner                               | Jungler                                | Midlaner                               | AD Carry                               | Support                                | Entraîneur(s)                          |
| ------------------------ | -------------------------------------- | -------------------------------------- | -------------------------------------- | -------------------------------------- | -------------------------------------- | -------------------------------------- |
| BK ROG Esports           | Szygenda (Mathias Jensen)              | XnS (Enes Hansu)                       | OMON (Šimon Řiháček)                   | Booshi (Théo Mouchiroud)               | Doss (Mads Schwartz)                   | Craft1x (Ali Aklan)                    |
| BK ROG Esports           | Szygenda (Mathias Jensen)              | XnS (Enes Hansu)                       | OMON (Šimon Řiháček)                   | Booshi (Théo Mouchiroud)               | Doss (Mads Schwartz)                   | Gine (Fabrizio Ginestroni)             |
| Galions                  | Ragner (Onurcan Aslan)                 | Xerxe (Andrei Dragomir)                | Serin (Tolga Ölmez)                    | Harpoon (Franciszek Gryszkiewicz)      | Zoelys (Théo Le Scornec)               | xani (Nikola Zrinjski)                 |
| Galions                  | Ragner (Onurcan Aslan)                 | Xerxe (Andrei Dragomir)                | Serin (Tolga Ölmez)                    | Harpoon (Franciszek Gryszkiewicz)      | Zoelys (Théo Le Scornec)               | Karot (Alan Trochel)                   |
| GameWard                 | Sotsy (John Sicre)                     | Stormax (Valentin Garnier)             | Backlund (Jonathan Bäcklund)           | Matias (Matias Manchin-Opheltes)       | HONOR (Théo Magania)                   | Fara (Benjamin Stoffel)                |
| Gentle Mates             | Empyros (Panagiotis Tantis)            | Zicssi (Lanzo Ciajolo)                 | Eika (Jérémy Valdenaire)               | Comp (Markos Stamkopoulos )            | Erdote (Robert Nowak)                  | GotoOne (Adrien Picard)                |
| Gentle Mates             | Empyros (Panagiotis Tantis)            | Zicssi (Lanzo Ciajolo)                 | Eika (Jérémy Valdenaire)               | Comp (Markos Stamkopoulos )            | Erdote (Robert Nowak)                  | Nalkya (Clément Guillemard)            |
| Ici Japon Corp. Esport   | Howling (Jeon Ho-bin)                  | Theocacs (Théo Sauda)                  | Sertuss (Daniel Gamani)                | Pangjin (Jeon Gwang-jin)               | Prime (Olivier Payet)                  | Enatron (Ilias Theodorou)              |
| Ici Japon Corp. Esport   | Howling (Jeon Ho-bin)                  | Theocacs (Théo Sauda)                  | Sertuss (Daniel Gamani)                | Pangjin (Jeon Gwang-jin)               | Prime (Olivier Payet)                  | Invokid (Arda Başaran)                 |
| Joblife                  | Leny (Leny Albertini)                  | RAMES (Mustafa Korkmaz)                | Diplex (Dimitri Ponomarev)             | Deadly (Matthew Luke Smith)            | Twiizt (Elton Richie Garcia Spetsig)   | Viser1on (Burak Badan)                 |
| Joblife                  | Leny (Leny Albertini)                  | RAMES (Mustafa Korkmaz)                | Diplex (Dimitri Ponomarev)             | Deadly (Matthew Luke Smith)            | Twiizt (Elton Richie Garcia Spetsig)   | Yong (Rafael Bernardino)               |
| Joblife                  | Leny (Leny Albertini)                  | RAMES (Mustafa Korkmaz)                | Diplex (Dimitri Ponomarev)             | Deadly (Matthew Luke Smith)            | Twiizt (Elton Richie Garcia Spetsig)   | Merit (Kim Young-min)                  |
| Karmine Corp Blue        | Maynter (Volodymyr Sorokin)            | Yukino (Johnny Dang)                   | SlowQ (Seo Ye-bit)                     | 3XA (Thomas Foucou)                    | Piero (Kim Jung-hun)                   | TheRock7 (Vasilis Voltis)              |
| Karmine Corp Blue        | Maynter (Volodymyr Sorokin)            | Yukino (Johnny Dang)                   | SlowQ (Seo Ye-bit)                     | 3XA (Thomas Foucou)                    | Piero (Kim Jung-hun)                   | Blidzy (Ianis Paul)                    |
| Solary                   | Kryze (Felix Hellström)                | Markoon (Mark van Woensel)             | Decay (Nicolas Gawron)                 | TakeSet (Belan Ahour)                  | Mersa (Mertai Sari)                    | Dan Dan (Danny Le Comte)               |
| Solary                   | Kryze (Felix Hellström)                | Markoon (Mark van Woensel)             | Decay (Nicolas Gawron)                 | TakeSet (Belan Ahour)                  | Mersa (Mertai Sari)                    | DIEMdodo (Dominik Mansch)              |
| Team BDS Academy         | Papiteero (Antero Trindade Baldaia)    | Shlatan (Lucjan Ahmad)                 | Toffe (Tautvydas Gegeckas)             | Mishi (Kevin Westerbacka)              | Myrtus (Mohamed Rahli)                 | Edward (Edward Abgaryan)               |
| Team BDS Academy         | Hiro (Alexandre El Hodebey)            | Shlatan (Lucjan Ahmad)                 | Toffe (Tautvydas Gegeckas)             | Piwek (Kamil Staroń)                   | Myrtus (Mohamed Rahli)                 | Presence (Sherif El-Guindy)            |
| Vitality.Bee             | JNX (Janik Bartels)                    | Lurox (Lukas Thoma)                    | Vetheo (Vincent Berrié)                | Jopa (Josip Čančar)                    | DeKap (Waleed Mohammed Ismail)         | Arvindir (Danusch Fischer)             |
| Vitality.Bee             | JNX (Janik Bartels)                    | Lurox (Lukas Thoma)                    | Vetheo (Vincent Berrié)                | Jopa (Josip Čančar)                    | DeKap (Waleed Mohammed Ismail)         | Nalu (Tim Hostnik)                     |
| Nationalités des joueurs | 15 - 5 - 4 - 4 - 3 - 1 - 1 - 1 - 1 - 1 | 15 - 5 - 4 - 4 - 3 - 1 - 1 - 1 - 1 - 1 | 15 - 5 - 4 - 4 - 3 - 1 - 1 - 1 - 1 - 1 | 15 - 5 - 4 - 4 - 3 - 1 - 1 - 1 - 1 - 1 | 15 - 5 - 4 - 4 - 3 - 1 - 1 - 1 - 1 - 1 | 15 - 5 - 4 - 4 - 3 - 1 - 1 - 1 - 1 - 1 |

## Commentateurs français
| Liste des commentateurs français de la LFL | Liste des commentateurs français de la LFL |
| ------------------------------------------ | ------------------------------------------ |
| Fabien Cullié alias « Chips »              | Kevin Remy alias « Tweekz »                |
| Charles Lapassat alias « Noi »             | Guillaume Moya alias « Zerotick »          |
| Valentin Ancelin alias « Rhobalas »        | Corentin Moreau alias « Chreak »           |
| Bora Kim alias « YellOwStaR »              | Alexis Girat alias « Marex »               |
| « Splinter »                               | Hamet Ndiaye alias « Blackbigo »           |

## Résultats

### Saison 2019

#### Segment Printemps
| 1 | Team-LDLC             | 14 | 12 | 2  | 36 | Finale       |
| 2 | GamersOrigin          | 14 | 9  | 5  | 27 | Round 3      |
| 3 | ROG Esport            | 14 | 9  | 5  | 27 | Round 2      |
| 4 | Misfits Premier       | 14 | 8  | 6  | 24 | Round 1      |
| 5 | Vitality.Bee          | 14 | 7  | 7  | 21 | Round 1      |
| 6 | against All authority | 14 | 6  | 8  | 18 | Non qualifié |
| 7 | Team MCES             | 14 | 3  | 11 | 9  | Non qualifié |
| 8 | Solary                | 14 | 2  | 12 | 6  | Non qualifié |

| Classement des Playoffs printaniers 2019 | Classement des Playoffs printaniers 2019 | Classement des Playoffs printaniers 2019 | Classement des Playoffs printaniers 2019 | Classement des Playoffs printaniers 2019 |
| Rang                                     | Équipe                                   | Gains                                    |                                          | Qualifications                           |
| ---------------------------------------- | ---------------------------------------- | ---------------------------------------- | ---------------------------------------- | ---------------------------------------- |
| 1                                        | ⁠Team-LDLC                                | 15K €                                    | EU Masters 2019 Spring                   |                                          |
| 2                                        | ⁠Misfits Premier                          | 7.5K €                                   | EU Masters 2019 Spring (Play-In)         |                                          |
| 3                                        | ⁠GamersOrigin                             | 3.5K €                                   | Non qualifié                             |                                          |
| 4                                        | ⁠ROG Esport                               | 2.5K €                                   | Non qualifié                             |                                          |
| 5                                        | ⁠Vitality.Bee                             | 1.5K €                                   | Non qualifié                             |                                          |

#### Segment Été
| 1 | Team-LDLC             | 14 | 12 | 2  | 36 | Finale       |
| 2 | GamersOrigin          | 14 | 9  | 5  | 27 | Round 3      |
| 3 | ROG Esport            | 14 | 9  | 5  | 27 | Round 2      |
| 4 | Misfits Premier       | 14 | 8  | 6  | 24 | Round 1      |
| 5 | Vitality.Bee          | 14 | 7  | 7  | 21 | Round 1      |
| 6 | against All authority | 14 | 6  | 8  | 18 | Non qualifié |
| 7 | Team MCES             | 14 | 3  | 11 | 9  | Non qualifié |
| 8 | Solary                | 14 | 2  | 12 | 6  | Non qualifié |

| Classement des Playoffs estivaux 2019 | Classement des Playoffs estivaux 2019 | Classement des Playoffs estivaux 2019 | Classement des Playoffs estivaux 2019 | Classement des Playoffs estivaux 2019 |
| Rang                                  | Équipe                                | Gains                                 |                                       | Qualifications                        |
| ------------------------------------- | ------------------------------------- | ------------------------------------- | ------------------------------------- | ------------------------------------- |
| 1                                     | ⁠Team-LDLC                             | 15K €                                 | EU Masters 2019 Summer                |                                       |
| 2                                     | ⁠Vitality.Bee                          | 7.5K €                                | EU Masters 2019 Summer (Play-In)      |                                       |
| 3                                     | Team MCES                             | 3.5K €                                | Non qualifié                          |                                       |
| 4                                     | ⁠Misfits Premier                       | 2.5K €                                | Non qualifié                          |                                       |
| 5                                     | ⁠ROG Esport                            | 1.5K €                                | Non qualifié                          |                                       |

#### Classement définitif & Finale
| 1 | Team-LDLC             | 28 | 24 | 4  | 36 | 36 | 72 | Finale       |
| 2 | Misfits Premier       | 28 | 17 | 11 | 24 | 27 | 51 | Round 1      |
| 3 | GamersOrigin          | 28 | 16 | 12 | 27 | 21 | 48 | Round 1      |
| 4 | Vitality.Bee          | 28 | 16 | 12 | 21 | 27 | 48 | Non qualifié |
| 5 | ROG Esport            | 28 | 16 | 12 | 27 | 21 | 48 | Non qualifié |
| 6 | Team MCES             | 28 | 10 | 18 | 9  | 21 | 30 | Non qualifié |
| 7 | against All authority | 28 | 9  | 18 | 18 | 9  | 27 | Non qualifié |
| 8 | Solary                | 28 | 4  | 24 | 6  | 6  | 12 | Non qualifié |

| Champion      | ⁠Team-LDLC       | Vainqueur                |
| Vice-Champion | ⁠Misfits Premier | Défaite en Finale (1-3)  |
| Troisième     | GamersOrigin    | Défaite au Round 1 (2-3) |

### Saison 2020
La LFL 2020 a été dominée par les GamersOrigin, qui remportent les deux splits. Cependant, ils perdent la finale pour le titre de champion de France contre les Misfits Premier, pourtant amoindris de par l'absence du botlaner Jean "Jezu" Massol, positif à la COVID-19. Les lapins remportent ainsi leur premier titre en LFL.

#### Segment Printemps
| 1 | LDLC OL         | 14 | 12 | 2  | Finale                |
| 2 | Misfits Premier | 14 | 10 | 4  | Round 3               |
| 3 | GamersOrigin    | 14 | 10 | 4  | Round 2               |
| 4 | GameWard        | 14 | 9  | 5  | Round 1               |
| 5 | Vitality.Bee    | 14 | 7  | 7  | Round 1               |
| 6 | Solary          | 14 | 6  | 8  | Non qualifié + 50 pts |
| 7 | Team MCES       | 14 | 2  | 12 | Non qualifié + 40 pts |
| 8 | Izi Dream       | 14 | 0  | 14 | Non qualifié + 30 pts |

| Classement des Playoffs printaniers 2020 | Classement des Playoffs printaniers 2020 | Classement des Playoffs printaniers 2020 | Classement des Playoffs printaniers 2020 | Classement des Playoffs printaniers 2020 |
| Rang                                     | Équipe                                   | Points                                   |                                          | Qualifications                           |
| ---------------------------------------- | ---------------------------------------- | ---------------------------------------- | ---------------------------------------- | ---------------------------------------- |
| 1                                        | ⁠GamersOrigin                             | 130                                      | EU Masters 2020 Spring                   |                                          |
| 2                                        | ⁠LDLC OL                                  | 115                                      | EU Masters 2020 Spring (Play-In)         |                                          |
| 3                                        | Misfits Premier                          | 100                                      | Non qualifié                             |                                          |
| 4                                        | ⁠Vitality.Bee                             | 85                                       | Non qualifié                             |                                          |
| 5                                        | GameWard                                 | 70                                       | Non qualifié                             |                                          |

#### Segment Été
| 1 | GamersOrigin    | 14 | 11 | 3  | Finale                |
| 2 | Misfits Premier | 14 | 8  | 6  | Round 3               |
| 3 | GameWard        | 14 | 8  | 6  | Round 2               |
| 4 | Izi Dream       | 14 | 8  | 6  | Round 1               |
| 5 | LDLC OL         | 14 | 8  | 6  | Round 1               |
| 6 | Vitality.Bee    | 14 | 6  | 8  | Non qualifié + 50 pts |
| 7 | Solary          | 14 | 5  | 9  | Non qualifié + 40 pts |
| 8 | Team MCES       | 14 | 2  | 12 | Non qualifié + 30 pts |

| Classement des Playoffs estivaux 2020 | Classement des Playoffs estivaux 2020 | Classement des Playoffs estivaux 2020 | Classement des Playoffs estivaux 2020 | Classement des Playoffs estivaux 2020 |
| Rang                                  | Équipe                                | Points                                |                                       | Qualifications                        |
| ------------------------------------- | ------------------------------------- | ------------------------------------- | ------------------------------------- | ------------------------------------- |
| 1                                     | ⁠GamersOrigin                          | 130                                   | Finale LFL 2020                       |                                       |
| 2                                     | GameWard                              | 115                                   | Non qualifié                          |                                       |
| 3                                     | Misfits Premier                       | 100                                   | Non qualifié                          |                                       |
| 4                                     | ⁠LDLC OL                               | 85                                    | Non qualifié                          |                                       |
| 5                                     | Izi Dream                             | 70                                    | Non qualifié                          |                                       |

En raison des changements causés par la Pandémie de Covid-19, les EU Masters 2020 Summer ont été programmés plus tôt, ce qui a conduit Riot Games France à créer ce tournoi de mi-saison afin d'obtenir les trois représentants de la LFL.
| EU Masters Qualifications (COVID-19) | EU Masters Qualifications (COVID-19) | EU Masters Qualifications (COVID-19) | EU Masters Qualifications (COVID-19) |
| Rang                                 | Équipe                               |                                      | Qualifications                       |
| ------------------------------------ | ------------------------------------ | ------------------------------------ | ------------------------------------ |
| 1                                    | Misfits Premier                      | EU Masters 2020 Summer               |                                      |
| 2                                    | ⁠⁠GamersOrigin                         | EU Masters 2020 Summer               |                                      |
| 3                                    | LDLC                                 | EU Masters 2020 Summer (Play-In)     |                                      |
| 4                                    | ⁠Vitality.Bee                         | Non qualifié                         |                                      |
| 5                                    | GameWard                             | Non qualifié                         |                                      |

#### Classement définitif & Finale
| 1 | GamersOrigin    | 28 | 23 | 5  | 130 | 130 | 260 | Finale (via Playoffs) |
| 2 | LDLC OL         | 28 | 20 | 8  | 115 | 85  | 200 | Round 1               |
| 3 | Misfits Premier | 28 | 18 | 10 | 100 | 100 | 200 | Round 1               |
| 4 | GameWard        | 28 | 17 | 11 | 70  | 115 | 185 | Non qualifié          |
| 5 | Vitality.Bee    | 28 | 13 | 15 | 85  | 50  | 135 | Non qualifié          |
| 6 | Izi Dream       | 28 | 8  | 20 | 30  | 70  | 100 | Non qualifié          |
| 7 | Solary          | 28 | 11 | 17 | 50  | 40  | 90  | Non qualifié          |
| 8 | Team MCES       | 28 | 4  | 24 | 40  | 30  | 70  | Non qualifié          |

| Champion      | ⁠Misfits Premier | 30K € | Vainqueur                |
| Vice-Champion | ⁠GamersOrigin    | 20K € | Défaite en Finale (0-3)  |
| Troisième     | LDLC OL         | 10K € | Défaite au Round 1 (0-3) |

### Saison 2021
La LFL 2021 est marquée par le conte de fées de la Karmine Corp au printemps, qui domine la compétition de la tête et des épaules et qui remporte le titre dès son premier split en LFL. Cependant, ils seront battus en été par les Misfits Premier. Naturellement, ces deux équipes se retrouvent en finale pour le titre de champion de France. Dans une rencontre de haute volée, les Misfits Premier remportent la finale 3-2 et conservent leur titre.

#### Segment Printemps
| 1  | Karmine Corp    | 18 | 13 | 5  | Finale                |
| 2  | Misfits Premier | 18 | 13 | 5  | Round 3               |
| 3  | Team BDS        | 18 | 12 | 6  | Round 2               |
| 4  | GameWard        | 18 | 11 | 7  | Round 1               |
| 5  | Vitality.Bee    | 18 | 11 | 7  | Round 1               |
| 6  | Solary          | 18 | 9  | 9  | Non qualifié + 50 pts |
| 7  | GamersOrigin    | 18 | 7  | 11 | Non qualifié + 40 pts |
| 8  | Izi Dream       | 18 | 6  | 12 | Non qualifié + 30 pts |
| 9  | LDLC OL         | 18 | 5  | 13 | Non qualifié + 0 pts  |
| 10 | Team MCES       | 18 | 3  | 15 | Non qualifié + 0 pts  |

| Classement des Playoffs Printemps 2021 | Classement des Playoffs Printemps 2021 | Classement des Playoffs Printemps 2021 | Classement des Playoffs Printemps 2021 | Classement des Playoffs Printemps 2021 | Classement des Playoffs Printemps 2021 |
| Rang                                   | Équipe                                 | Points                                 | Gains                                  |                                        | Qualifications                         |
| -------------------------------------- | -------------------------------------- | -------------------------------------- | -------------------------------------- | -------------------------------------- | -------------------------------------- |
| 1                                      | ⁠Karmine Corp                           | 130                                    | 20K €                                  | EU Masters 2021 Spring                 |                                        |
| 2                                      | ⁠Misfits Premier                        | 115                                    | -                                      | EU Masters 2021 Spring                 |                                        |
| 3                                      | Vitality.Bee                           | 100                                    | -                                      | EU Masters 2021 Spring (Play-In)       |                                        |
| 4                                      | Team BDS                               | 85                                     | -                                      | Non qualifié                           |                                        |
| 5                                      | GameWard                               | 70                                     | -                                      | Non qualifié                           |                                        |

#### Segment Été
| 1  | Karmine Corp    | 18 | 14 | 4  | Finale                |
| 2  | Vitality.Bee    | 18 | 13 | 5  | Round 3               |
| 3  | Misfits Premier | 18 | 11 | 7  | Round 2               |
| 4  | Solary          | 18 | 11 | 7  | Round 1               |
| 5  | LDLC OL         | 18 | 10 | 8  | Round 1               |
| 6  | Team BDS        | 18 | 8  | 10 | Non qualifié + 50 pts |
| 7  | GamersOrigin    | 18 | 7  | 11 | Non qualifié + 40 pts |
| 8  | GameWard        | 18 | 7  | 11 | Non qualifié + 30 pts |
| 9  | Team MCES       | 18 | 5  | 13 | Non qualifié + 0 pts  |
| 10 | Izi Dream       | 18 | 4  | 14 | Non qualifié + 0 pts  |

| Classement des Playoffs Été 2021 | Classement des Playoffs Été 2021 | Classement des Playoffs Été 2021 | Classement des Playoffs Été 2021 | Classement des Playoffs Été 2021 | Classement des Playoffs Été 2021 |
| Rang                             | Équipe                           | Points                           | Gains                            |                                  | Qualifications                   |
| -------------------------------- | -------------------------------- | -------------------------------- | -------------------------------- | -------------------------------- | -------------------------------- |
| 1                                | Misfits Premier                  | 130                              | 20K €                            | EU Masters 2021 Summer           |                                  |
| 2                                | ⁠Karmine Corp                     | 115                              | -                                | EU Masters 2021 Summer           |                                  |
| 3                                | Vitality.Bee                     | 100                              | -                                | EU Masters 2021 Summer (Play-In) |                                  |
| 4                                | Solary                           | 85                               | -                                | Non qualifié                     |                                  |
| 5                                | LDLC OL                          | 70                               | -                                | Non qualifié                     |                                  |

#### Classement définitif & Finale
| 1  | Karmine Corp    | 36 | 27 | 9  | 130 | 115 | 245 | Finale (via Playoffs) |
| 2  | Misfits Premier | 36 | 24 | 12 | 115 | 130 | 245 | Round 1               |
| 3  | Vitality.Bee    | 36 | 24 | 12 | 100 | 100 | 200 | Round 1               |
| 4  | Solary          | 36 | 20 | 16 | 50  | 85  | 135 | Non qualifié          |
| 5  | Team BDS        | 36 | 20 | 16 | 85  | 50  | 135 | Non qualifié          |
| 6  | GameWard        | 36 | 18 | 18 | 30  | 70  | 110 | Non qualifié          |
| 7  | GamersOrigin    | 36 | 20 | 16 | 50  | 40  | 80  | Non qualifié          |
| 8  | LDLC OL         | 36 | 15 | 21 | 40  | 30  | 70  | Non qualifié          |
| 9  | Izi Dream       | 36 | 10 | 26 | 40  | 30  | 30  | Non qualifié          |
| 10 | Team MCES       | 36 | 8  | 28 | 40  | 30  | 0   | Non qualifié          |

| Champion      | ⁠Misfits Premier | 20K € | Vainqueur                |
| Vice-Champion | Karmine Corp    | -     | Défaite en Finale (2-3)  |
| Troisième     | Vitality.Bee    | -     | Défaite au Round 1 (2-3) |

## Palmarès

### Palmarès en championnat
| Rang | Équipe          | Résultats                           | Année(s)         |
| ---- | --------------- | ----------------------------------- | ---------------- |
| 1    | Misfits Premier | Vice-Champion · Champion · Champion | 2019, 2020, 2021 |
| 2    | LDLC OL         | Champion · Troisième                | 2019, 2020       |
| 3    | Galions         | Troisième · Vice-Champion           | 2019, 2020       |
| 4    | Karmine Corp    | Vice-Champion                       | 2021             |
| 5    | Vitality.Bee    | Troisième                           | 2021             |

### Palmarès en playoffs
| Rang | Équipe            | Gagné(s) | Flash In | Printaniers      | Estivaux   |
| ---- | ----------------- | -------- | -------- | ---------------- | ---------- |
| 1    | LDLC OL           | 5        | -        | 2019, 2022, 2023 | 2019, 2022 |
| 2    | Karmine Corp Blue | 4        | 2025     | 2021, 2024       | 2023       |
| 3    | Galions           | 2        | -        | 2020             | 2020       |
| 4    | BK ROG            | 1        | -        | 2025             | -          |
| 4    | Misfits Premier   | 1        | -        | -                | 2021       |
| 4    | Team BDS Academy  | 1        | -        | -                | 2024       |

### Palmarès en saison régulière
| Rang | Équipe            | Gagné(s) | Printaniers            | Estivaux   |
| ---- | ----------------- | -------- | ---------------------- | ---------- |
| 1    | LDLC OL           | 6        | 2019, 2020, 2022, 2023 | 2019, 2022 |
| 2    | Karmine Corp Blue | 3        | 2021                   | 2021, 2023 |
| 3    | Team BDS Academy  | 2        | 2024                   | 2024       |
| 4    | Galions           | 1        | -                      | 2020       |

### Palmarès en Coupe de France
| Rang | Équipe       | Vainqueur | Finaliste | Demi-finaliste |
| ---- | ------------ | --------- | --------- | -------------- |
| 1    | Galions      | 1         | 0         | 1              |
| 1    | Vitality.Bee | 1         | 0         | 1              |
| 3    | Team Du Sud  | 0         | 1         | 0              |
| 3    | LDLC OL      | 0         | 1         | 0              |
| 5    | Karmine Corp | 0         | 0         | 1              |
| 5    | BK ROG       | 0         | 0         | 1              |

## Statistiques et records
- À ce jour, seul trois équipes ont disputés l'intégralité des saisons de la LFL depuis ses débuts en 2019. Il s'agit de GamersOrigin (Team GO puis Galions), Solary et Vitality.Bee.
- Le record de victoires en une saison est détenu par Team BDS Academy lors de la saison 2024 avec un total de 32 victoires en 36 matchs (88.9% de victoires).
- Le record d'invincibilité pour une équipe en saison régulière est également propriété de LDLC OL avec une série de 15 victoires de suite à cheval entre les deux splits de 2022.
- Le record d'éliminations sur un split est détenu par Caliste « Caliste » Henry-Hennebert, AD Carry pour la Karmine Corp Blue durant le Segment d'Été 2024, avec 134 éliminations.
- Le record d'assistances sur un split est détenu par Kadir « Fleshy » Kemiksiz, Support pour la Karmine Corp Blue durant le Segment d'Été 2024, avec 239 assistances.
- En termes d'audience, le pic de viewers a été atteint lors des LFL Days à Nice le 3 février 2022 avec un pic de 212 000 spectateurs lors du match entre la Karmine Corp et Vitality.Bee[20].

## Meilleurs joueurs de la LFL
Le titre de meilleur joueur du Split (MVP) est attribué depuis 2020 et a, pour l'instant, été remporté à chaque fois par un joueur différent.
| Année | Segment   | MVP                                 | Rôle     | Équipe            |
| ----- | --------- | ----------------------------------- | -------- | ----------------- |
| 2020  | Printemps | Kristian « TynX » Østergaard Hansen | Jungler  | LDLC OL           |
| 2020  | Été       | Ludvig « SMILEY » Granquist         | AD Carry | GamersOrigin      |
| 2021  | Printemps | Loïc « toucouille » Dubois          | Midlaner | GameWard          |
| 2021  | Été       | Lucas « Saken » Fayard              | Midlaner | Karmine Corp      |
| 2022  | Printemps | Lucas « Cabochard » Simon-Meslet    | Toplaner | Karmine Corp      |
| 2022  | Été       | Jérémy « Eika » Valdénaire          | Midlaner | LDLC OL           |
| 2023  | Printemps | Théo « Zoelys » Le Scornec          | Support  | LDLC OL           |
| 2023  | Été       | Caliste « Caliste » Henry-Hennebert | AD Carry | Karmine Corp      |
| 2024  | Printemps | Polat « Parus » Furkan Çiçek        | Support  | Team BDS Academy  |
| 2024  | Été       | Rudy « SkewMond » Semaan            | Jungler  | Team BDS Academy  |
| 2025  | Flash In  | Volodymyr « Maynter » Sorokin       | Toplaner | Karmine Corp Blue |
| 2025  | Printemps | Enes « Rhilech » Uçan               | Jungler  | BK ROG Esports    |
| 2025  | Été       |                                     |          |                   |

1. 1 2  Le titre de MVP a été donné au meilleur joueur de la finale du segment.

## Joueurs titrés en LFL
Liste des joueurs ayant remporté au moins une fois le titre de champion de la LFL :
| Titres | Joueur                              | Rôle     | Équipe(s)                                      | Flash In | Printaniers | Estivaux   |
| ------ | ----------------------------------- | -------- | ---------------------------------------------- | -------- | ----------- | ---------- |
| 4      | Jérémy « Eika » Valdénaire          | Midlaner | Team-LDLC (2019) / LDLC OL (2022)              | -        | 2019, 2022  | 2019, 2022 |
| 3      | Thomas « 3XA » Foucou               | AD Carry | LDLC OL (2022) / Karmine Corp Blue (2025)      | 2025     | 2022        | 2022       |
| 3      | Mads « Doss » Schwartz              | Support  | LDLC OL (2022) / BK ROG Esports (2025)         | -        | 2022, 2025  | 2022       |
| 2      | Shin « HiRit » Tae-min              | Toplaner | Team-LDLC                                      | -        | 2019        | 2019       |
| 2      | Charly « Djoko » Guillard           | Jungler  | Team-LDLC                                      | -        | 2019        | 2019       |
| 2      | Markos « Comp » Stamkopoulos        | AD Carry | Team-LDLC                                      | -        | 2019        | 2019       |
| 2      | Pierre « Steeelback » Medjali       | Support  | Team-LDLC                                      | -        | 2019        | 2019       |
| 2      | Damien « Shemek » Soulagnet         | Toplaner | GamersOrigin                                   | -        | 2020        | 2020       |
| 2      | Dániel « bluerzor » Subicz          | Jungler  | GamersOrigin                                   | -        | 2020        | 2020       |
| 2      | Loïc « toucouille » Dubois          | Midlaner | GamersOrigin                                   | -        | 2020        | 2020       |
| 2      | Ludvig « Smiley » Granquist         | AD Carry | GamersOrigin                                   | -        | 2020        | 2020       |
| 2      | Morgan « Hustlin » Granberg         | Support  | GamersOrigin                                   | -        | 2020        | 2020       |
| 2      | Jakub « Cinkrof » Rokicki           | Jungler  | Karmine Corp                                   | -        | 2021        | 2023       |
| 2      | Lucas « Saken » Fayard              | Midlaner | Karmine Corp                                   | -        | 2021        | 2023       |
| 2      | Raphaël « Targamas » Crabbé         | Support  | Karmine Corp                                   | -        | 2021        | 2023       |
| 2      | Onurcan « Ragner » Aslan            | Toplaner | LDLC OL                                        | -        | 2022        | 2022       |
| 2      | Martin « Yike » Sundelin            | Jungler  | LDLC OL                                        | -        | 2022        | 2022       |
| 2      | Caliste « Caliste » Henry-Hennebert | AD Carry | Karmine Corp (2023) / Karmine Corp Blue (2024) | -        | 2024        | 2023       |
| 2      | Volodymyr « Maynter » Sorokin       | Toplaner | Karmine Corp Blue                              | 2025     | 2024        | -          |
| 1      | Adam « Adam » Maanane               | Toplaner | Karmine Corp                                   | -        | 2021        | -          |
| 1      | Matthew « xMatty » Coombs           | AD Carry | Karmine Corp                                   | -        | 2021        | -          |
| 1      | Tobiasz « Agresivoo » Ciba          | Toplaner | Misfits Premier                                | -        | -           | 2021       |
| 1      | Lucjan « Shlatan » Ahmad            | Jungler  | Misfits Premier                                | -        | -           | 2021       |
| 1      | Daniel « Sertuss » Gamani           | Midlaner | Misfits Premier                                | -        | -           | 2021       |
| 1      | Paweł « Woolite » Pruski            | AD Carry | Misfits Premier                                | -        | -           | 2021       |
| 1      | Jakub « Jactroll » Skurzyński       | Support  | Misfits Premier                                | -        | -           | 2021       |
| 1      | Felix « Kryze » Hellström           | Toplaner | LDLC OL                                        | -        | 2023        | -          |
| 1      | Aslan « White » Panglose            | Jungler  | LDLC OL                                        | -        | 2023        | -          |
| 1      | Jonathan « Backlund » Bäcklund      | Midlaner | LDLC OL                                        | -        | 2023        | -          |
| 1      | Jesper « Jeskla » Strömberg         | AD Carry | LDLC OL                                        | -        | 2023        | -          |
| 1      | Théo « Zoelys » Le Scornec          | Support  | LDLC OL                                        | -        | 2023        | -          |
| 1      | Lucas « Cabochard » Simon-Meslet    | Toplaner | Karmine Corp                                   | -        | -           | 2023       |
| 1      | Linas « Lyncas » Nauncikas          | Jungler  | Karmine Corp Blue                              | -        | 2024        | -          |
| 1      | Vladimiros « Vladi » Kourtidis      | Midlaner | Karmine Corp Blue                              | -        | 2024        | -          |
| 1      | Kadir « Fleshy » Kemiksiz           | Support  | Karmine Corp Blue                              | -        | 2024        | -          |
| 1      | Janik « JNX » Bartels               | Toplaner | Team BDS Academy                               | -        | -           | 2024       |
| 1      | Rudy « SkewMond » Semaan            | Jungler  | Team BDS Academy                               | -        | -           | 2024       |
| 1      | Steven « Reeker » Chen              | Midlaner | Team BDS Academy                               | -        | -           | 2024       |
| 1      | Tim « Keduii » Willers              | AD Carry | Team BDS Academy                               | -        | -           | 2024       |
| 1      | Polat « Parus » Furkan Çiçek        | Support  | Team BDS Academy                               | -        | -           | 2024       |
| 1      | Mehdi « Boukada » Lalou             | Jungler  | Karmine Corp Blue                              | 2025     | -           | -          |
| 1      | Seo « SlowQ » Ye-bit                | Midlaner | Karmine Corp Blue                              | 2025     | -           | -          |
| 1      | Kim « Piero » Jung-hun              | Support  | Karmine Corp Blue                              | 2025     | -           | -          |
| 1      | Mathias « Szygenda » Jensen         | Toplaner | BK ROG Esports                                 | -        | 2025        | -          |
| 1      | Enes « Rhilech » Uçan               | Jungler  | BK ROG Esports                                 | -        | 2025        | -          |
| 1      | Šimon « OMON » Řiháček              | Midlaner | BK ROG Esports                                 | -        | 2025        | -          |
| 1      | Théo « Booshi » Mouchiroud          | AD Carry | BK ROG Esports                                 | -        | 2025        | -          |